# Dayton, Quận Richland, Wisconsin
Dayton là một thị trấn thuộc quận Richland, tiểu bang Wisconsin, Hoa Kỳ. Năm 2010, dân số của thị trấn này là 678 người.